# 本日の騎士ミロク
『本日の騎士ミロク』（ほんじつのきしミロク、today`s knight MIROKU）は、田口仙年堂による日本のライトノベル。イラストは高階聖人が担当している。富士見ファンタジア文庫（富士見書房）より2009年4月から2013年7月まで刊行された。

## あらすじ
ルテア大陸の中央西に位置する王国、ジルサニア。剣バカの移民の少年ミロクはバイトで問題を起こしてばかり、定職に就けずにいた。そんなある日、バイト先の店長に、ジルサニア王国騎士団は移民も入団でき、ついでに剣の腕も活かせると聞かされる。首尾よく入団を果たし、ジルサニア王女ジェルメーヌの美しさに気持ちも高まっていたミロク。だが何と彼が配属されたのは、姫の専属部隊にして剣を持たない、通称「赤目隊」だった。騎士の仕事とは思えない雑用、帯剣の禁止、一風変わった同僚たち、実は男勝りで超がさつなジェルメーヌ姫。そして、彼の苦難の日々が幕を開けることとなる。

## 登場人物

### 赤目隊
ミロク・シーレン
主人公。16歳。
3年前、妹コニーと使用人のササヤと共にオウガン帝国からジルサニアに移住した移民。移住して以来バイトを転々としていたが、最後に居た職場の店長から騎士団を薦められ、無事入団する。そしてジュジュの専属部隊「赤目隊」に配属され、雑用をこなす日々を過ごすことに。
当初は求めていた理想と現実との落差に追いつけず、仕事に身が入らない状態であった。だがオウガンの関与が示唆されるホラキアとの戦いをきっかけとし、ジュジュや「赤目隊」の役割への理解が深まるにつれ、次第に自身の役目を考え行動していくようになる。その過程でジュジュとある契約を結び、彼女を守る騎士となることを誓う。
ジルサニア学園においても学園騎士団に所属しており、学園内で問題があれば出動しているようである。ちなみに学園でもジュジュとのヒエラルキーは健在。
戦闘では武器を用いて前線で立ち回る役割を担う。剣術を幼い頃から修めており、剣を使った戦いでの強さは常軌を逸する。ホラキアとの交戦にて、その姿と怪物的な強さから"咬兎（サベッジラビット）"の二つ名が付けられる。赤目隊は剣を持たないが、ジュジュと契約を結んでだことにより、ジュジュの左腕に格納されている剣を扱うことができる。ジュジュの恩恵が受けられない時には、赤目隊の証たるニンジンに反発の魔法を込めたアミュレットを巻き、剣のように使う。
仲間や家族といった身内に優しい。特に妹のコニーを大切にしていて、ジュジュにシスコン呼ばわりされるほどの溺愛っぷり。二巻での捕虜たちに圧力をかけるための作戦で、コニーの手作り弁当をジュジュに食べられた（実際には弁当の偽物。本物は後に戻ってくるも、時間が経っていて食べられなかった）時には本気で泣いて絶叫していた。
正体はオウガン帝国第3皇子、サ・ミロク・オウガン。各国の王家とも過去に面識があったため、何人かには素性がばれている。先王が崩御した際、第2皇子ゴウトと、その背後に潜む集団の陰謀に気づいた第1皇子ゼ・ジンレイ・オウガンの手引きにより、ジルサニアに亡命した。家族全員が亡命するはずであったが時間が無く、ジンレイの突然の死もあり、ミロクとコニー、ササヤの3人のみがオウガンを脱出した。ミロクとコニーの母、姉、異母妹（シェンラン）とその母などがオウガンに残っている。ジルサニアに着いてからはシェンランと手紙で連絡を取りあい、肉親の安否を確かめている。
家族や赤目隊の仲間などからは馬鹿だと評価されている。何かを勉強する、ということも嫌っている。実際、手順を覚えられないため型どおりの演武ができない、諺や格言を覚えられない、など実例も多いため、本人も強く否定はできないらしい。
ジェルメーヌ・ジルサニア
ジルサニア王国第一王女。14歳。白い肌、長い金髪にエメラルドグリーンの瞳が特徴の可憐な美少女。
ジルサニア王国のシンボルとして人前では完璧な王女を演じているが、本当は言動も粗暴な活発にして傍若無人な性格。彼女の真の姿を知るのは、彼女の私部隊である赤目隊、他国の王族など限られた人物のみ。しかし人の人生を左右するような命令は決してせず、必ず出来ると確信がある命令しかしない。直接言わないが相手の事を考えられる。
国民への演説、他国との外交が主な仕事。左手がジルサニアのゴーレム技術の結晶「宝物庫」であるため、本来は奪われてしまわないよう安全な場所にいなければならない。自らの役割の重要性を認識して誇りを感じ、最高の形で果たそうと常に一生懸命。舞台はもちろん衣装や装飾品にもこだわり、誰の目にも素晴らしい王女であろうとする。ただしそのとばっちりがミロクに向かうこともある。無理を言ってジルサニア国立学園に入学したり、私設部隊＝「赤目隊」を組織するなど、ただ守られることには納得していない。なお「赤目隊」の詰め所に日常的に出入りしているが、出入りする際は恰好も変えるため、「赤目隊」以外は誰も正体に気づかない。
彼女の私設部隊である「赤目隊」は、彼女の護衛の他、演説の舞台作りや食料調達、化粧や着付けなど身の回りの雑用もこなす。
彼女自身に戦う力はないが、仕事を立派に果たすための努力は欠かさないため、記憶力や知識など頭脳まわりはかなりのもの。分厚い演説の台本を丸暗記したり、昔1度だけ会ったことのある人の顔を覚えていたり、優れた能力を披露している。
ジルサニア学園においては一般生徒として入学していて、正体も隠し普段の男言葉を使っている。またミロクの妹のコニーとは同じクラスであり、友達でもある。ちなみにコニーも正体は知らない。
ビスマルク
「赤目隊」の隊長。人語を話すウサギ。赤目隊最年長（騎士団の身上書によれば41歳）。元は人間だったらしいが詳しい事情は不明。過去の兵役で突如姿をくらまし、戻ってきた時にはウサギになっていた。二つ名は“狡兎”（スリーホールズ）。昔からジルサニア騎士団に居たらしく、ジュジュやアーセージとは彼らが幼い頃からの付き合い。ジュジュが男言葉を使うようになったのはビスマルクの影響を受けてしまったせいらしい。
戦闘においては軍師として働き、戦況を読み、指示を出す役目を請け負う。過去困難な状況下でそれらを打開するという実績を上げていて、アーセージ皇子曰く「敵に対するイヤガラセの達人」。反面普通の状況では実績が上がらず、本人も前線に立つことはない。またウサギの外見を使って敵の目を引き付けることもでき、小型の魔導球（爆弾）を使った工作活動なども得意としている。道具を扱うため、様々な国の魔導技術を学び、工夫した機器を開発している。
ウサギなのでジュジュの舞台設営などは出来ないが、資材確認や各方面の関係者に対する説明や段取りなどの事務仕事を請け負っている。
アーニィ・クライトン
赤目隊の隊員。17歳。細身の体型、肩で切り揃えられた赤毛のセミロング、明るい笑顔が特徴。暇さえあれば何か食べているフードファイター。元々はホラキア生まれで、幼少の頃はホラキアで暮らしていたが、母親の再婚相手がジルサニア人であった為ジルサニアで暮らすようになった。母親はホラキアで王族に匹敵する地位と共に名誉勲章を貰うほどの武術の達人であった。だが生まれが本人にとって居心地が悪く、騎士団に入れば誰がどう見てもジルサニア人として見えるだろうと思い騎士になった。赤目隊では舞台設置の他にもジュジュの舞台における振り付けや着付け裁縫などを行っている。
師である母親から習った格闘術で戦闘をこなす。反発の力が宿ったアミュレットを足に巻き、強化された蹴りで敵を倒すのが基本スタイル。ミロクが接近戦では勝てないと認めるほどの実力。
真っ先に他人を気遣える優しい人物であり、ミロクもその優しさに何度も救われている。感情も豊かだがその分やや頭に血が昇りやすく、相手の言動に冷静に対応できなくなることもある。
ミロク同様ジルサニア学園に通っており、ミロクとは隣のクラス同士である為、赤目隊で知り合ってからはよく学園内でも行動を共にしている模様。学園内では男子のみならず女子からも憧れられていたりするが、同時に性格も広く知れているため、付き合おうと思う男子は居ない様子。
フェリサ
赤目隊の隊員。19歳。腰まである暗灰色の髪の毛をゆるく編んだ少女。中性的な顔立ち。普段は制服と下に身に付けている胸当てに隠されているが、ジュジュやアーニィがショックを受けるほどスタイル抜群。普段は居るのか居ないのかわからないほど気配がなく、淡々と仕事をこなし、無口でぼーっとしていて何を考えているのか分からない。多くの人種や文化が交じり会う藍山同盟の出身であり、その為に言葉遣いが訛っている。「赤目隊」ではジュジュの化粧係として衣装及びメイクを担当していて、肉体労働には従事せず、済むと本番まで出番が無いことが多い。
優れた感覚を用いた、弓による精密射撃を得意とする。相手の攻撃を撃ち落とす、超遠距離から攻撃する、敵に合わせて痺れ薬などを用いたりなど、応用の効いた戦い方が可能。常に撃つ場所や同業者が潜んでいそうな場所を探すなど、抜け目がない。敵の動きをいち早く察知し、皆に知らせる偵察の役目も担っている。
ジルサニア学園の卒業生であり元学園騎士団所属らしく、いろいろなことを教えてくれた現学園騎士団団長であるノックを、強く美しく綺麗で飾らない理想の先輩とし、恭しい態度で接する。在学中もぼーっとしているキャラだったがやる時はやる人らしく、数多くの伝説を残しているとのこと。
トーラット・ルグ
赤目隊の世話女房役の副団長。20代後半。眼鏡をかけた男性。二つ名は“左手”（マインゴーシュ）。愛妻家だがそれゆえかのいささか不穏当な発言も時折見られる。失われることを危惧されるほどの優れたゴーレム技術者だが、その経歴は不詳。過去に何らかの事件を起こしたことが示唆されている。「赤目隊」では会場設営を担当している。愛機たるゴーレム「クロトポリカ」を国のゴーレム格納庫に置かせてもらっており、ゴーレムの定期診断とそこの掃除などが出来ない技術者の更生が赤目隊にいる半分の理由と豪語している。また赤目隊の家事全般を担当しており、彼の入れるお茶は絶品と評判。
自身のゴーレムであるクロトポリカは通常のゴーレムより遥かに優れたプログラムがなされており、機動性、自立判断機能、遠隔操作等優れた性能を誇る。
ディアート・カーリン
赤目隊の隊員。長い黒髪を持つ優男。元々はジルサニア王国騎士団の取り締まり部隊「黒鎖隊」の一員だったが、オウガン帝国と魔導師たちと結託し、ジュジュの暗殺を企てた。失敗して投獄されていたがジュジュにより赤目隊に編入される。
大変な女性好き。女性ならば既婚者であろうと彼氏持ちであろうと見境なく手を出す。変化の術の熟達も関係が発覚した際の逃走のため。現実的でドライな考え方が目立つが、気絶したミロクを最も親身になって介抱したり（まだ赤目隊の常識に慣れていなかったのもある）、病の親友に融資したりと根は優しい。赤目隊の中では良識人の部類に入り、編入してまだ日が浅いのもあり、メンバーの無茶な言動や考え方についていけないこともしばしば。
ツッキーニの変化魔法の使い手。小回りの利いた使用ができ、器用さはビスマルクが自分よりも上手と認めるほど。成功のためには手段を選ばないため不意打ちが得意。戦闘能力は常人の域を出ないが、騎士として要人を護衛できる程度の力はある。

### ジルサニア王国
アーセージ・ジルサニア
ジルサニア王国第一王子。ジュジュの兄。ジルサニア王国騎士団のトップであり、事実上の赤目隊の上司。部下からの信頼も厚い好青年であると共に武勇にも優れ、ミロクと互角以上に打ち合う程の剣の腕前を持つ。大変なシスコン。契約のためにミロクがジュジュと手を繋ごうとした際でも殺気を放ってみたり、その苛立ちを敵軍にぶつけようとするなど、当の妹からも引かれ気味。祭りの際に制作していたジュジュの肖像画が破壊されてしまった時には放心までしてしまった。
バウゼン
ジルサニア王国の騎士。「剣聖（ブレイドマスター）」の称号を持つ剣豪。騎士団内ではアーセージに次ぐ実力者と見られている。戦闘スタイルは2本の長剣を使用した2刀流。ミロクの知る二刀流と違い、防御と攻撃を自在に切り替える戦い方をする。その実力はミロクを一時圧倒するほど。実はミロクとは騎士団の入団試験で剣を交えていた。その際ミロクは30秒で2本取ったが、入団試験ということもあり全力ではなかった。
アーセージに心酔しており、彼に仇なす者は、例え本来は味方であっても徹底的な敵対行動を取る。過失とはいえアーセージに精神的ショックを与えてしまったビスマルクを追いかけ回し、彼を庇うミロクと（他の目的はあったとはいえ）本気で戦い、誤解が解けてもまだビスマルクを制裁しようとするなど、少々行き過ぎな雰囲気がある。
ササヤ
ミロク、コニーと共にジルサニアに移民してきた女性。立場としては彼らの使用人ではあるが、ミロクやコニーからは家族として慕われている。家事全般に秀でるが、時たまドジをやらかす一面も。道を違えてしまったシェンランたちのことも気にかけている。

### 天尾隊
天尾隊は文字通り尾の如くオウガンに対する害虫などを払うのが仕事であり撤退戦では殿などを担当する汚れ役を行う部隊である、そしてそういう部隊の性質から癖があるが実力のある者が所属している
シェンラン・オウガン
天尾隊の隊長。槍の達人でもある15歳。長い黒髪を後ろで結び美しい顔立ちが特徴。武芸が盛んなオウガン帝国において槍の大会で優勝するほどの腕前で、オウガン帝国内でもトップクラスの実力者。ミロクとは母違いの兄弟であり、幼い頃から共に武術の腕を磨いてきた仲である。子が成せなくなると用済みとされてしまうオウガンの王家において、子供ができなくなってしまった母を養うために軍に所属。またミロク達の亡命の際取り残されたミロクの母と姉、自身の母の身の安全を守る目的もある。現在ミロクとは道を違え、自身の武芸の腕を活かしオウガンでの発言権を強めようとしている。ミロクとは手紙のやり取りで互いの安否を確認しあっていた。
本名はリ・シェラ・オウガンといい、オウガン帝国第四子。女性であることは親族と天尾隊のメンバーしか知らず、軍では男として通っている。兄のジンレイやゴウトでさえ手を差し伸べていたが本人は頑なに拒み、自分で働くと言って軍に入る決意をした。男として在籍しているにも関わらず男性からラブレターを貰うほどの美少女であるが、本人はその自覚がまったく無い。
幼い時から一緒に育ったミロクに対しては兄妹以上の好意を抱いている節がある。だがその事を知っているのは妹のコニーのみ。
ゼンジ
天尾隊副隊長。がっしりとした体格の大男。本職は僧侶であり、まだ若い隊長の保護者的立場でもある。隊では赤目隊でいうビスマルクと同じく軍師的立場。地雷などを設置し侵入者対策をするなど工作活動も得意とする。
テンゲンジャ
天尾隊の一員。全身を使って放つ特殊な大型弓を用いる弓使い。長身黒髪の優男。ホラキアにベンヤミン王子付の従者として潜り込んでいたりと潜入工作も得意としている。本来はとても砕けた性格の人物で、自分の意見も臆面なく言う。その一方で相手のことを気に掛けることが出来る一面も持ちあわせる。
ヤツガツ
天尾隊の一員。雑用をこなす小間使い。長い髪をした、ヘタをすればジュジュより美しいかもしれない美少年。人間離れした身体能力を持ち、クロトポリカの攻撃をも受け止めてしまう。矢を受けても弾き痺れ薬の効用も低いなど、人間以外の何らかの血が混ざっている模様。
ホウショク
天尾隊の一員。最年長のお爺さんで、隊の長老的立場。アーニィ以上の実力を持つ格闘家であり、過去アーニィの母親とも戦った事があるほどの人物である。普段はご隠居的立場で表立って何かしたりはしていない。勝手な行動が目立つ節があるようで、仲間に咎められる場面もある。アーニィの胸を躊躇なく指摘するなど、スケベな面も見られる。

### ベト神聖国
ミーヤー・ベト・トゥエータ
ベト神聖国の第一王女。織物のようにサラサラの黒髪、艶のある小麦色の肌、切れ目の瞳に厚い唇が特徴の妖艶で蠱惑的な美しさを持つ美少女。こちらもまた普段は王族として猫を被っているが、素の性格はジュジュに近い。またジュジュとは、幼いころからの知り合いで、お子様レベルのやり取りをするくらいお互いのことを良く知っている。心臓にベトの秘宝『種』が埋め込められており、それにより、ベト一の治療魔法を使える（死んでさえいなければ、誰だろうと治せる）。嫌いなものはカエル。
ヴィジャ
ミーヤーの護衛。彼女とは幼馴染。短い黒髪、肌は浅黒く、顔立ちは精悍で目つきは鋭い少年。幼い頃からミーヤーの護衛などをやっているため、ビスマルクとも面識がある。
戦闘では曲刀を用いて戦う。技量はニンジンを持ったミロクを圧倒できる程度。ミーヤーとの契約により斬られても死なない不死の体になっており、その体のためベトの戦士から“不死”（アンデッド）と呼ばれている。

### ジルサニア学園
コニー・シーレン
本名はコ・ニィエン・オウガン。ミロクの妹。栗色の髪の毛をツインテールにしたのが特徴の美少女である14歳。学園ではジュジュと同じクラスであり友達。またお互いにお世辞にも発達しているとは言えない体型のため、妙な連帯感も持っているようである。兄であるミロクとは違いしっかりもので、勉強も出来る優等生。姉であるシェンランとは兄であるミロクを巡り、少々不仲。
ノック
ジルサニア騎士団の学生でのみ編成された学園騎士団の団長。短髪で筋肉質の大男。典型的な脳筋キャラでミロク以上の鈍感ぶりだが、誰からも頼られる立派な頭。また裏表のない馬鹿正直な性格が良いのか、意外とモテるようらしい。特に後輩からの人気が高いようだが、本人は特に特定の恋人は居ない。あらゆる意味で恋愛に悩まない人物。フェリサが学園に居た頃は共に学園騎士団で仕事をしていたらしく、尊敬している模様。
ルケート
ジルサニア学園騎士団の副団長。ゴーレム技師を目指すインテリ系。学園の魔法の成績はトップクラスだが、自身の研究に没頭するあまり身なりを気にしない為、ぼさぼさ頭に実験で破けた白衣など怪しい風貌になっている。学園騎士団副団長だけあり実力は確かで、性格も騎士団の誰よりも優しい。幼馴染であるカチュアとのケンカで落ち込んでいたが、ミロク達の活躍でお互いの気持ちを伝え合い、恋人同士になる。その後ぼさぼさだった髪を切り清潔になり白魔術の勉強にも取り掛かるなど、別人のような変貌を遂げた。

## 登場する国・地域
ジルサニア王国
大陸六国家のひとつ、ルテア大陸の西中央部にありジュジュの父親である国王が治めている。ジルサニアでは、国に奉仕し、国の仕事を請け負った者を全て騎士と呼ぶ。
得意な魔法は、付加（エンチャント）であり、物体に対して何らかの付加を与える魔法であり、これにより作られた剣が騎士に与えられる
肥沃な大地があり、作物が良くとれるまた、王家が畑を管理しているため凶作の際にも蓄えがある。多く家はレンガ造りが主流である。

## 既刊一覧
- 田口仙年堂（著）・高階聖人（イラスト）、富士見書房〈富士見ファンタジア文庫〉、全11巻
  - 『本日の騎士ミロク1』、2009年4月20日発売[2]、ISBN 978-4-8291-3398-9
  - 『本日の騎士ミロク2』、2009年7月18日発売[3]、ISBN 978-4-8291-3422-1
  - 『本日の騎士ミロク3』、2009年10月20日発売[4]、ISBN 978-4-8291-3455-9
  - 『本日の騎士ミロク4』、2010年4月20日発売[5]、ISBN 978-4-8291-3514-3
  - 『本日の騎士ミロク5』、2010年8月20日発売[6]、ISBN 978-4-8291-3557-0
  - 『本日の騎士ミロク6』、2010年11月20日発売[7]、ISBN 978-4-8291-3590-7
  - 『本日の騎士ミロク7』、2011年3月19日発売[8]、ISBN 978-4-8291-3622-5
  - 『本日の騎士ミロク8』、2011年6月19日発売[9]、ISBN 978-4-8291-3653-9
  - 『本日の騎士ミロク9』、2011年9月20日発売[10]、ISBN 978-4-8291-3693-5
  - 『本日の騎士ミロク10』、2012年2月18日発売[11]、ISBN 978-4-8291-3733-8
  - 『本日の騎士ミロク＋』、2013年7月25日発売[12] ※電子書籍のみ。